# Dekanat Wojnicz
Dekanat Wojnicz – dekanat wchodzący w skład diecezji tarnowskiej.

## O dekanacie
Powstanie dekanatu wojnickiego datuje się na połowę XIII w. (około 1341 r.) jako dekanat należący do diecezji krakowskiej. Choć do XVI w. nie ma dowodów czy na obecnym terenie działały dwa dekanaty tj. tarnowski i wojnicki, czy istniał jeden dekanat (tarnowski lub wojnicki). Dopiero rok 1513 podaje informację o istnieniu dwóch dekanatów: tarnowskim i wojnickim. W 1513 r. do dekanatu wojnickiego należało 17 parafii, przez kolejne wieki zmieniały się granice (parafie) dekanatu.
Obecnie dziekanem dekanatu wojnickiego jest ks. dr Jan Gębarowski – proboszcz parafii Wojnicz, funkcję wicedziekana pełni ks. mgr Roman Miarecki – proboszcz parafii Wielka Wieś, a ojcem duchownym jest ks. mgr Marian Urbański – rezydent parafii Grabno.

## Parafie dekanatu
- Bogumiłowice – pw. Matki Bożej Częstochowskiej
- Grabno – pw. Niepokalanego Serca Najświętszej Maryi Panny
- Łętowice – pw. Najświętszej Maryi Panny Wniebowziętej
- Mikołajowice – pw. Najświętszego Serca Pana Jezusa
- Olszyny – pw. Imienia Najświętszej Maryi Panny
- Wielka Wieś – pw. Podwyższenia krzyża Świętego
- Wierzchosławice – pw. Matki Bożej Pocieszenia
- Wojnicz – pw. św. Warzyńca